# Cagan-Daban
Cagan-Daban (ros.: Цаган-Дабан) – pasmo górskie w azjatyckiej części Rosji, w Buriacji i Kraju Zabajkalskim, rozciągające się na długości ok. 130 km. Najwyższy szczyt osiąga 1426 m n.p.m. Pasmo zbudowane z granitów, skał metamorficznych i bazaltów. Zbocza porośnięte lasami sosnowo-modrzewiowymi.